# 로빈슨 크루소의 모험
로빈슨 크루소의 모험(Las Aventuras De Robinson Crusoe, The Adventures Of Robinson Crusoe)은 미국에서 제작된 루이스 부뉴엘 감독의 1954년 영화이다. 대니얼 디포의 소설 《로빈슨 크루소》를 바탕으로 제작되었다. 댄 오헐리히 등이 주연으로 출연하였고 오스카 덩시거스 등이 제작에 참여하였다.

## 출연

### 주연
- 댄 오헐리히
- 펠리페 데 알바

### 조연
- 제이미 페르난데즈
- 첼 로페즈
- 호세 차베즈

## 제작진
- 원작자: 대니얼 디포
- 미술: 에드워드 피츠제럴드

## 같이 보기
- 생존 영화